# جامعة ميشيغان
جامعة ميشيغان (بالإنجليزية: University of Michigan)‏ هي جامعة بحثية أمريكية تأسست عام 1817 في ديترويت ثم حولت إلى آن آربر، ميشيغان وهي أقدم جامعة في الولاية، يدرس فيها الآن حوالي 43,000 طالب وطالبة.

## من مشاهير الأساتذة
- توماس فرانسيس الأصغر (1900 ـ 1969)
- علي الملكاوي
- فواز علبي
- وليام ألستون

## من مشاهير الخرجين
- الرئيس الأمريكي جيرالد فورد
- ستانلي كوهين
- مارغريت سكوبي: سفيرة أمريكية سابقة لدى كل من سوريا ومصر. حصلت على درجة الدكتوراه في التاريخ من جامعة ميشيغان.
- المؤرخ محمد ماهر حمادة.

## وصلات خارجية
- الموقع الرسمي